# Half-Life 2: Episode Two
Half-Life 2: Episode Two là một trò chơi điện tử bắn súng góc nhìn thứ nhất (FPS) năm 2007 do Valve phát triển và phát hành. Tiếp bước tựa game Half-Life 2: Episode One (2006), đây là phần thứ hai trong Trilogy of episodic squels (tạm dịch: bộ ba phần game nối tiếp) đã được lên kế hoạch để bước tiếp câu chuyện của Half-Life 2 (2004).
Người chơi điều khiển nhân vật Gordon Freeman quen thuộc, đi qua những ngọn núi xung quanh Thành phố 17 để đến căn cứ quân kháng chiến cùng người bạn đồng hành Alyx Vance. Giống như các trò chơi Half-Life trước đó, Episode Two kết hợp giữa bắn súng, giải đố, hoàn thành cốt truyện nhưng bổ sung thêm các khu vực và trình tự cốt truyện ít hơn.
Half-Life 2: Episode Two đã được phát hành cho Windows trên dịch vụ phân phối trực tuyến Steam của Valve và bán lẻ như một phần trong bộ sưu tập trò chơi có tên là The Orange Box của Valve dành cho Xbox 360 và PlayStation 3. Phiên bản PlayStation được sản xuất bởi Electronic Arts. Episode Two nhận được nhiều các đánh giá tích cực.
Episode 3 đã được công bố vào Giáng Sinh năm 2007, nhưng đã bị hoãn lại do Valve ngừng việc phát triển Trilogy of episodic squels (tạm dịch: bộ ba phần game nối tiếp) mặc dù đã hoàn thành được Half-Life 2: Episode One và Episode Two. Sau khi hùy bỏ thêm một số dự án Half-Life khác, Valve đã phát hành phần tiền truyện, Half-Life: Alyx, vào năm 2020.

## Lối chơi
Giống như các phần tiền nhiệm trước đó, Episode Two được chơi ở góc nhìn thứ nhất với nhân vật chính là Gordon Freeman chống lại lực lượng Combine và các sinh vật ngoài hành tinh đến từ Xen. Các màn chơi đi theo một mạch thẳng nhưng thêm một số môi trường mới hơn, bao gồm giải đố và chiến đấu. Các chuỗi sự kiện có liên quan đến phuơng tiện giao thông được xen kẽ trong suốt quá trình chơi, nó có thể phá vỡ những khoảnh khắc chiến đấu với kẻ thù.
Một trong các trọng tâm của Episode Two là tăng cường sử dụng các phương tiện giao thông trong các khu vực mới được mở rộng. Tuy nhiên, trò chơi vẫn giữ nguyên phong cách của các phần game ban đầu cho đến trận chiến cuối cùng. Episode Two có nhiều nhiệm vụ hơn Half-Life 2: Episode One, bao gồm cả việc giải các câu đố vật lý - vượt qua một cây cầu bị gãy. Như trong hai trò chơi trước, Episode Two có khá nhiều "Thành tựu" để người chơi mở khóa (hay đạt được), tương tự như Trophies của PlayStation 3 và Achievement của Xbox Live, để thực hiện một số nhiệm vụ nhất định. Một số điều cần thiết cho tiến trình trò chơi phải làm chẳng hạn như chống lại các cuộc tấn công của Antlion hoặc đánh bại những Hunter. Một số khác là các thủ thuật hoặc chiến công tùy chọn mà người chơi có thể thực hiện, chẳng hạn như giết một người lính Combine bằng lựu đạn của họ hoặc dùng xe để tiêu diệt một số kẻ thù nhất định.

### Kẻ thù
Half-Life 2: Episode Two có một loại Hunter mới, nó đã được nhìn thấy thoáng qua với một màu xám xuất hiện trong Half-Life 2: Episode One, loại Hunter này có biệt danh là Mini Strider và đây là một phiên bản Hunter chưa hoàn thành đầy đủ. Tuy nhiên trong Episode Two, tại White Forest, phiên bản Mini Strider đã trở thành một mẫu Hunter hoàn chỉnh. Hunter đóng vai trò là một trong những kẻ thù nguy hiểm nhất của trò chơi và cũng là thứ làm nên sự phát triển của những cảm xúc mạnh mẽ nhất trong nhân vật Alyx Vance. The Hunter là một kẻ thù mạnh mẽ và kiên cường mà người chơi thường phải chạy trốn trong khi tìm đã cách chống trả. Khung cảnh xung quanh phần chơi Episode Two cũng được thiết kế với lối suy nghĩ này.
Một cuộc phỏng vấn trên PC Gamer số tháng 8 năm 2006 tiết lộ rằng Hunter cao 8 feet (2m4). Erik Johnson, trưởng nhóm dự án của trò chơi nói rằng The Hunter to lớn và ấn tượng, nhưng chúng có thể xuất hiện ở bất cứ nơi nào người chơi có thể đến, người chơi có thể bắt gặp họ cả trong nhà và ngoài trời. Ted Backman - một Artist có kinh nghiệm lâu năm tại Valve, nói về cách Hunter có thể thể hiện cảm xúc, nó là một nhân vật có phần không phải con người: "Chúng tôi muốn The Hunter có thể thể hiện sự lo lắng hoặc hung hăng, cho dù đó là nổi giận, tổn thương hay điên loạn." The Hunter rất hung dữ và chúng có xu hướng hoạt động theo bầy đàn, nhưng cũng có thể được tìm thấy khi chúng đi hỗ trợ cho các Combine. Vào cuối trò chơi, có thể thấy họ hỗ trợ các Mini Strider, sử dụng flechettes - vũ khí của họ để bảo vệ Mini Striders mà người chơi đang cố gắng tấn công.
Hunter chủ yếu tấn công người chơi bằng cách gồng mình lên và bắn từ flechettes gây ra các vụ nổ. Bốn phát đạn flechettes có thể làm bốc hơi một người lính bình thường. Nếu flechettes không bắn vào mục tiêu còn sống, nó sẽ tích điện trong vài giây và sau đó phát nổ, gây sát thương nhỏ cho mọi thứ xung quanh. The Hunter cũng có thể tiến hành một cuộc tấn công tích điện hoặc tấn công người chơi bằng chân nếu đến như quá gần. Hunter có thể bị thương bởi tất cả các loại vũ khí, nhưng bù lại chúng khá kiên cường (hay khá trâu / khỏe).

### Vũ khí
Episode Two không có bổ sung nào vào kho vũ khí của Gordon Freeman. Thay vào đó, Valve đã chọn khám phá thêm các công dụng của Gravity Gun, nhờ đó người chơi có thể nhặt và ném các vật thể lớn. Họ cũng đã giới thiệu các loại "đạn" Gravity Gun đa dạng hơn, chẳng hạn như khúc gỗ, pháo sáng và thùng half-height butane, dễ nhắm hơn so với các thùng nhiên liệu cỡ lớn.
Đến gần cuối trò chơi, người chơi sẽ sử dụng loại vũ khí tên là Magnusson Device có hình dạng giống quả bóng bầu dục, được nhà thiết kế Dario Casali mô tả là một quả bom dính (thực ra là dùng những chiếc đinh mài nhọn đặt cách nhau xung quanh quả bom) mà khi bắn vào phần mai của Strider nó sẽ hút sức mạnh từ nguồn năng lượng bên trong của các Strider. Người chơi sử dụng Gravity Gun để bắn các quả bom vào Striders, bom sẽ phát nổ khi được bắn trúng bằng bất kỳ vũ khí nào khác của người chơi và ngay lập tức tiêu diệt mục tiêu. Ở White Forest, những Strider luôn đi cùng cặp Hunter - chúng sẽ luôn bắn vào Magnusson Device, vì thế đòi hỏi người chơi phải có chiến thuật để sử dụng vũ khí này.
Vũ khí Magnusson Device có thể được gắn lên chiếc Muscle Car trong trò chơi nhờ một kĩ sư cơ khí tên là MIRT.

### Phương tiện di chuyển
Phần lớn xe cộ trong trò chơi giống với một chiếc 1969 Dodge Charger được cắt bỏ sau đó làm lại có thêm nhiều chức năng hơn. Bao gồm một giá lưu trữ để gắn thêm Magnusson Device (đã nói ở trên), một bộ phận xác định vị trí để người chơi có thể nhanh chóng xác định vị trí chiếc xe trong sự hỗn loạn của trận chiến cuối cùng thông qua một bộ đọc của bộ đồ HEV mà người chơi mặc.

## Cốt truyện
The Combine, một đế chế vũ trụ xâm lược, đã phá hủy Citadel để mở ra một cánh cổng không gian lớn bằng năng lượng của vụ nổ. Cho phép lực lựơng Combine gọi thêm một đội quân hùng hậu nhằm đánh bại quân Kháng chiến.
Sau khi vượt qua một hầm mỏ bỏ hoang là nơi sinh sống của khá nhiều Zombie và Antlion, Alyx liên lạc được với căn cứ White Forest để cho tiến sĩ Kleiner cùng cha mình biết cả hai vẫn còn sống. Cả hai đã biết được rằng năng lượng từ vụ nổ Citadel đang được tập hợp để cố gắng mở ra một cánh cổng mới, và Portal Storm - cổng bão mà họ đang thấy chỉ là khởi đầu của một cổng không gian khổng lồ. “Nếu nó tiếp tục lớn dần, Cuộc chiến bảy giờ sẽ lại tái diễn, chỉ khác là lần này chúng ta sẽ không kéo dài được dù chỉ 7 phút.”
Gordon và Alyx vẫn nghe được những dấu hiệu cho thấy lực lựơng Combine vẫn đang truy tìm mình nhằm lấy lại gói dữ liệu – nay đã được nhận ra là mã liên lạc với “Homeworld” của quân Kháng chiến. Với gói dữ liệu này,  Arne Magnusson, chỉ huy căn cứ White Forest đã nghĩ ra một kế hoạch có thể thay đổi cán cân lực lượng giữa Combine với quân Kháng chiến. Tuy nhiên, tín hiệu bị cắt đứt trong khi lũ Combine tìm đến vị trí của hai người. Trong khi bỏ chạy, Alyx bị một Hunter đâm trọng thương trước khi được một Vortigaunt bí ẩn xuất hiện mang cô đi cứu chữa.
Tại một hầm mỏ bỏ hoang, Gordon gặp một đồn điền của quân Kháng chiến, cũng là nơi Alyx đang được cứu chữa, nhưng phải cần chiết xuất ấu trùng của Antlion. Gordon biến mình thành mồi nhử cho Antlion Guardian để các Vortigaunt thu thập những thứ cần thiết. Alyx được cứu và đã qua cơn nguy kịch. Chính lúc này, G-Man xuất hiện, theo lời hắn, các Vortigaunt đã ngăn hắn trở lại trong suốt thời gian qua và gợi ý về tầm quan trọng của Alyx trong kế hoạch của hắn, hắn tiết lộ đã cứu Alyx trong thảm họa Black Mesa bất chấp sự phản đối của một "bên thứ ba" không xác định. Hắn yêu cầu Gordon đưa Alyx về White Forest một cách an toàn vì hắn sẽ để mắt đến hai người, không thể làm gì hơn do phải tuân theo khá nhiều hạn chế. Đồng thời hắn cũng dặn Alyx nói với cha mình rằng hãy chuẩn bị cho những hậu quả không thể lường trước được.
Sau khi Alyx hồi phục, cô và Gordon tiếp tục đi tới White Forest, Họ phát hiện một lực lựơng Combine đông đảo đang tiến về phía căn cứ, với cả sự góp mặt của Advisor. Các Vortigaunt rời đi để săn lùng thực thể shu’ulathoi, chúng là các Advisor đã thoát được ở cuối Half-Life 2: Episode One. Vượt qua vô số kẻ thù trên hành trình, tại White Forest, hai người được đoàn tụ với tiến sĩ Kleiner, Eli và chú chó máy Dog. Ali đưa gói dữ liệu cho họ. Theo kế hoạch của Arne Magnusson, gói dữ liệu sẽ được phóng vào không gian, kết hợp với những vệ tinh đã phóng trước đó để đóng Portal Storm - cánh cổng không gian mới mà Combine đang tạo ra từ năng lượng của vụ nổ Citadel. Nhưng trước khi điều đó xảy ra, cả hai phải đẩy lùi một đợt tấn công lớn của Combine và bảo vệ khu vực phóng tên lửa.
Tại căn cứ White Forest một bí mật từ Half-Life 2: Episode One được hé lộ. "Dự án" bí mật của Judith Mossman tìm ra là Borealis, một con tàu của trung tâm nghiên cứu khoa học Aperture Science trong sê-ri game Portal được cho là chở theo những công nghệ tối tân. Tiến sĩ Kleiner muốn sử dụng chúng để tạo ra vũ khí lại Combine trong khi Eli phản bác rằng nó không thể bị kiểm soát và muốn phá hủy Borealis nhằm tránh một thảm họa tương tự như thảm họa Black Mesa.
Trong khi các nhà khoa học đang cãi nhau và chuẩn bị tên lửa, Gordon và Alyx quyết định giải cứu Judith Mossman. Tuy nhiên, Eli Vance nhận được một cú sốc khi nghe Alyx chuyển lời nhắn của  G-Man. Ông còn cho biết, những gì G-Man nhắn gửi cho Alyx cũng chính là điều hắn đã trực tiếp nói cho ông trước khi thảm họa Black Mesa đã xảy ra trong quá khứ. Ngay lúc đó, lực lựơng Combine tấn công vào căn cứ. Gordon có một vũ khí mới tên là Magnusson Device - một loại bom chuyên dùng để tiêu diệt Strider do Arne Magnusson trợ giúp.
Sau cuộc chiến ác liệt, Gordon, Eli và Alyx được chứng kiến cảnh cánh cổng không gian đóng lại nhờ gói dữ liệu đã được phóng lên không gian. Giúp Trái Đất tạm thời không phải lo lắng về lực lượng tiếp viện của Combine, nên có thể lên đường tìm kiếm tàu Borealis và tiến sĩ Judith Mossman. Ba người đi đến một nhà chứa máy bay, định lên một chiếc trực thăng. Bất ngờ, hai Advisor đột kích cả ba, khi Eli cố gắng giải thoát, ông bị một tên Advisor giết. Sau đó, chú chó máy Dog xông vào và đuổi chúng đi. Trò chơi kết thúc với cảnh Alyx ôm xác cha mình và khóc. Trước khi chết, Eli cảnh báo rằng hai người họ cần phải phá hủy con tàu Borealis.

## Phát triển
Half-Life 2: Episode Two được phát triển đồng thời với Half-Life 2: Episode One bởi một đội ngũ phát triển dẫn đầu là David Speyrer. Lịch trình phát triển đồng thời này đã hỗ trợ họ hợp lý hóa câu chuyện giữa hai trò chơi để tạo ra một câu chuyện nhập vai. Công nghệ được sử dụng giống nhau cho cả hai trò chơi, cho phép các nhóm phát triển nhanh chóng khắc phục mọi sự cố kỹ thuật có thể phát sinh từ một trong hai trò chơi; điều này xảy ra thường xuyên do bản phát hành của hai tựa game đều là phát hành đa nền tảng. Ban đầu nhóm dự định phần kết sẽ có một cảnh hài hước với Lamarr, chú cua cưng của tiến sĩ Kleiner, bay lơ lửng bên ngoài không gian bên ngoài tên lửa phóng gói dữ của Alyx vào không gian; tuy nhiên, chủ tịch Valve, Gabe Newell, đã yêu cầu giết một nhân vật chính để tạo ra một bước ngoặt lớn cho Episode 3.
Một bình luận bằng âm thanh cũng được giới thiệu, như trong Half-Life 2: Episode One và Half-Life 2: Lost Coast. Nam diễn viên Tony Todd đã thay thế Louis Gossett Jr. trong vai trò lồng tiếng cho Vortigaunts.

## Đón nhận
Half-Life 2: Episofe Two nhận được số điểm trung bình là 90,68% dựa trên 22 bài đánh giá trên trang tổng hợp và đánh giá GameRankings. Trên Metacritic, nó có điểm trung bình là 90/100 dựa trên 21 bài đánh giá, cho thấy một sự hoan nghênh toàn cầu dành cho phiên bản thứ hai trong Trilogy of episodic squels.
Dan Adams của IGN đánh giá trò chơi 9,4/10 và khen ngợi hình ảnh được cải thiện và môi trường mở rộng của nó, nhưng trích dẫn thời lượng ngắn chỉ 6 giờ chơi là một nhược điểm. Anh nói: "Bất kỳ cách nào bạn nhìn vào nó, Episode Two nổi bật ngay cả trong số loạt Half-Life, như một thứ gì đó đặc biệt... một trải nghiệm vạm vỡ được gói gọn trong khoảng sáu giờ hoặc lâu hơn, cung cấp tất cả sự đa dạng, thiết kế màn chơi cũng như lối chơi chu đáo mà chúng tôi đã biết trong khi đảm bảo câu chuyện vẫn tiếp tục tiến về phía trước và khiến chúng tôi muốn nhiều hơn nữa."  Bit-tech.net trao cho trò chơi điểm 10/10, với lý do tán thành cách câu chuyện xoay chuyển và giới thiệu các câu chuyện phụ và nhân vật mới.1UP.com cho biết nó "sống động, hấp dẫn về mặt cảm xúc và hầu như không thể cưỡng lại". PC Gamer UK cảm thấy Episode Two là chương xa hoa nhất của câu chuyện Half-Life, và tính theo một dặm đường quê. Tờ New York Times thích thú với lối chơi này, nói rằng các trận chiến thường đòi hỏi nhiều sự khéo léo cũng như phản xạ nhanh.
Computer and Video Games nói rằng mặc dù công cụ Source đã "bắt đầu có tuổi đời", nhưng thiết kế nghệ thuật tuyệt vời và một chút kỹ thuật hay ho đảm bảo rằng Episode Two [...] không mất đi bất kỳ sự tuyệt vời nào của nó. Họ cũng nhận thấy rằng trò chơi khắc phục rất nhiều lời phàn nàn mà chúng tôi có về Half-Life 2: Episode One, đặc biệt hoan nghênh những khu rừng thưa và những ngọn đồi đá từ phần này.
The New York Times đã viết rằng trong khi nó gieo một vài hạt giống cho phần cuối cùng của Trilogy of episodic squels, trò chơi lại thiếu động lực của tập trước. GameSpy cảm thấy nó kém nhất quán so với những người tiền nhiệm và các phân đoạn mở đầu được cho là kém nhất.

## Phần tiếp theo
Episode 3 đã được lên kế hoạch phát hành vào Giáng Sinh năm 2007, nhưng bị hoãn lại do Valve từ bỏ việc phát triển nhiều tập và đang phát triển một game engine mới là Source 2. Sau khi hủy bỏ một số trò chơi Half-Life khác, trò chơi tiếp theo trong series, Half-Life: Alyx, được phát hành vào năm 2020.
- Xem thêm: Half-Life: Alyx.